# Колтушское шоссе (Всеволожск)
Ко́лтушское шоссе́ — улица в городе Всеволожске. Имеет меридиональное направление. Пересекает город от его северной до южной границы и с небольшими широтными отклонениями выдерживает общее направление север — юг. Самая длинная и самая старая улица Всеволожска. Южная часть Колтушского шоссе является одной из древнейших дорог Приневья.

## Описание
Начинается на северной границе города от закрытого въезда на Ржевский полигон в микрорайоне Кяселево. Направляется на юг, разделяя комплекс зданий Всеволожской ЦРБ и Румболовский парк. Пересекает шоссе «Дорога жизни» (автодорога 41К-064 (Санкт-Петербург — Морье)). Проходит по восточной границе микрорайона Котово Поле, через центральную часть города и по западной границе микрорайона Мельничный Ручей до путепровода через железнодорожную линию Ириновского направления Октябрьской железной дороги, совмещённого с мостом через реку Лубью. Далее к югу шоссе проходит по восточной границе микрорайонов: Ильинский, Коммунально-складская зона, Южный и западной границе микрорайона Подгорное. Заканчивается на южной границе города Всеволожска, на въезде в деревню Кальтино. Колтушское шоссе представляет собой отрезок автодороги 41К-078 (Санкт-Петербург — Всеволожск) в черте города Всеволожска.

## История
По данным шведских карт конца XVII века сухопутный государственный тракт Нотеборг — Ниен (Ниеншанц) (Notheborg — Nÿen) у села Киелтис (Kieltis, совр. Колтуши) поворачивал на север и шёл до реки Лубьи в створе южной части современного Колтушского шоссе. Самая известная и самая информативная среди них — последняя шведская карта территории Ингерманландии, подготовленная ещё до прихода русских войск:
«Генеральная карта провинции Ингерманландии, которая показывает всю её ситуацию, расположение всех церквей, усадеб, селений, болот, протяжение больших и малых дорог, а также озёр, малых рек и ручьёв, скопированной Его королевского величества Главным землемерным управлением в 1704 году, из Нарвы в 1703 году пересланная с замечанием Эриком Белингом о том, что согласно работе 1678 года и при более поздних измерениях северная часть Нотеборгского лена была обновлена. Андерс Андерсин».

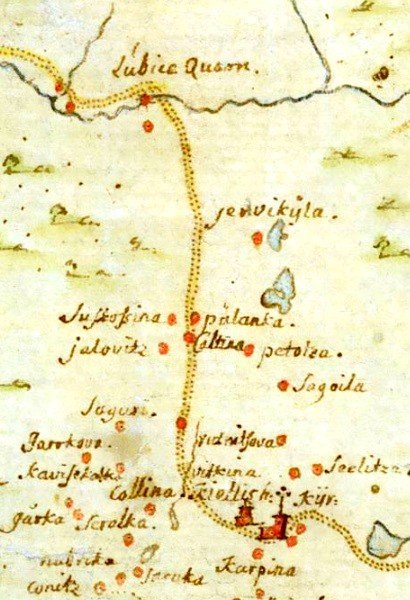
Фрагмент «Генеральной карты провинции Ингерманландии» Э. Белинга и А. Андерсина. 1678 год (уточ. 1704)

По мнению профессора СПбГАСУ С. В. Семенцова на этом участке трасса шведского государственного тракта проходила через современные деревни Колбино, Красная Горка, Кальтино, микрорайон Южный, город Всеволожск и за переправой через реку Лубью поворачивала на запад и шла по её правому берегу к устью Охты. Предположительно, эта дорога, по крайней мере её южная часть до реки Лубьи, существовала и до шведского завоевания Ингерманландии — на рубеже 1300 года. 

Она может считаться одной из древнейших упоминаемых дорог Приневья. Кстати, эта дорога существует и в наше время.

В XVIII веке такие дороги послужили основой слободской застройки, либо превратились в улицы и проспекты. 
После окончания Северной войны и возникновения в начале XVIII века к северу от реки Лубьи мызы Рябово бывший шведский государственный тракт стал использоваться для сообщения между мызами Колтуши, Рябово и далее на север, через Девяткинский тракт, с мызой Токсово.
В конце XIX — начале XX века перевозки по Колтушско-Рябовскому земскому тракту обеспечивали земские конно-почтовые станции в селе Колтуши и деревне Румболово (совр. ул. Нагорная во Всеволожске). Содержателем колтушской станции был Я. А. Паркинен. В деревне Румболово размещалась Рябовская конно-почтовая станция на десять лошадей. Обслуживались маршруты: в Токсово (23 версты) и в Колтуши (12 вёрст). Оплата составляла 3 копейки с лошади и версты. Содержали станцию П. С. Паюне и Я. Д. Штейнмиллер. 

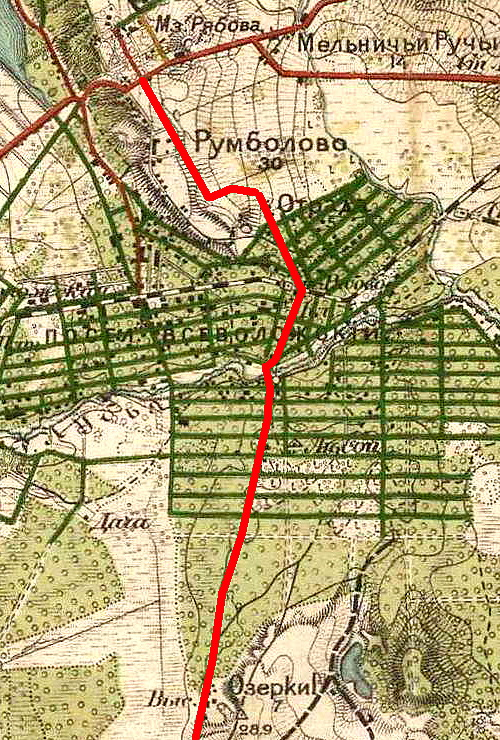
Колтушско-Рябовский земский тракт. 1897 год

После открытия в 1892 году регулярного сообщения по Ириновской узкоколейной железной дороге владельцы мызы Рябово Павел Александрович Всеволожский, а затем Лидия Филипповна Всеволожская, продали под дачи большое количество земельных участков близ железнодорожных станций Всеволожская, Рябово и Мельничный Ручей, из которых к северу от реки Лубьи сформировался дачный посёлок, получивший название Рябово. Первыми в посёлке начали застраиваться старые дороги — улица Рябовская и северная часть Колтушско-Рябовского тракта (совр. ул. Парковая и Дорожная), получившая в черте посёлка название Колтушский проспект. 
К югу от реки Лубьи сформировался дачный посёлок Ильинский, получивший своё название от землевладельцев, братьев-близнецов Алексея и Афиногена Ильиных, владельцев мызы Колтуши и многих других земель Колтушской волости. Колтушско-Рябовский земский тракт проходил через их дачный посёлок и в его черте также получил название Колтушский проспект.

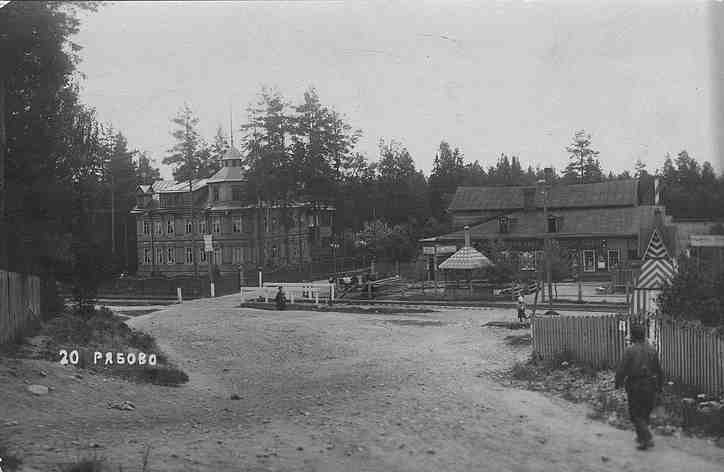
Колтушский проспект. Пересечение с Ириновской у.ж.д. у станции Рябово. 1912 год

После перешивки в 1923 году Ириновской железной дороги на широкую колею полотно железной дороги прошло южнее, при этом, за исключением переноса железнодорожного переезда, трасса Колтушского проспекта не изменилась.

Колтушский проспект. 1931 год

В 1936 году из всеволожской топонимики исчез Колтушский проспект, проходивший на месте старой шведской дороги. Та его часть, что проходила к северу от реки Лубьи стала называться Парковой улицей, а та, что находилась к югу от реки, стала частью нового Колтушского шоссе. Причиной данных преобразований стала необходимость открыть движение рейсовых автобусов по маршруту Ленинград — Колтуши — посёлок Всеволожский, однако резкий подъём в гору на Колтушском проспекте после перекрёстка с Христиновским проспектом, у места расположения бывшей станции Рябово, стал для них непреодолимым препятствием. Удобным выходом из положения стала прокладка новой дороги, соединившей перекрёсток Варшавской и Рябовской улиц с правым берегом реки Лубьи. Ко вновь пробитой улице был присоединён участок Рябовской улицы от перекрёстка с Варшавской улицей до перекрёстка с Анненским переулком и Всеволожским проспектом, где ныне стоит памятник В. И. Ленину.

Колтушское шоссе. 1936 год (розовый участок добавлен в 1954 году, оранжевый — в начале 1970 годов)

Фактически после этого Колтушское шоссе в черте города приобрело современную конфигурацию, однако формально названия его отдельных участков изменились не сразу.
23 апреля 1954 года, согласно решению Всеволожского райисполкома «О переименовании отдельных улиц районного центра в посёлке Всеволожский», сменились названия более двух десятков улиц. В том числе участок Всеволожского проспекта от перекрёстка с Анненским переулком до шоссе Ленинград — Морье («Дорога жизни»), был переименован в Колтушское шоссе и присоединён к нему. Но на практике старые названия улиц ещё несколько лет продолжали использоваться в официальных документах Всеволожского райисполкома и лишь после замены в 1958—1959 годах всех домовых номерных знаков и уличных указателей в посёлке Всеволожский стали использоваться новые названия. Участок к северу от «Дороги жизни» — Василеозёрский проспект, был переименован и присоединён к Колтушскому шоссе в начале 1970-х годов.
Участок старой шведской дороги из Ниена в Нотебург — Колтушское шоссе к югу от реки Лубьи, является сегодня самой старой улицей города.

## Памятники и исторические здания
- дом № 40 — музей «Дом авиаторов», размещённый в самом старом здании города Всеволожска — бывшей сыроварне барона И. Ю. Фридрикса 1774 года постройки, построенной, предположительно, «по типовому проекту Андреяна Захарова»[24][25][26].
- перекрёсток со Всеволожским проспектом — памятник В. И. Ленину[27].

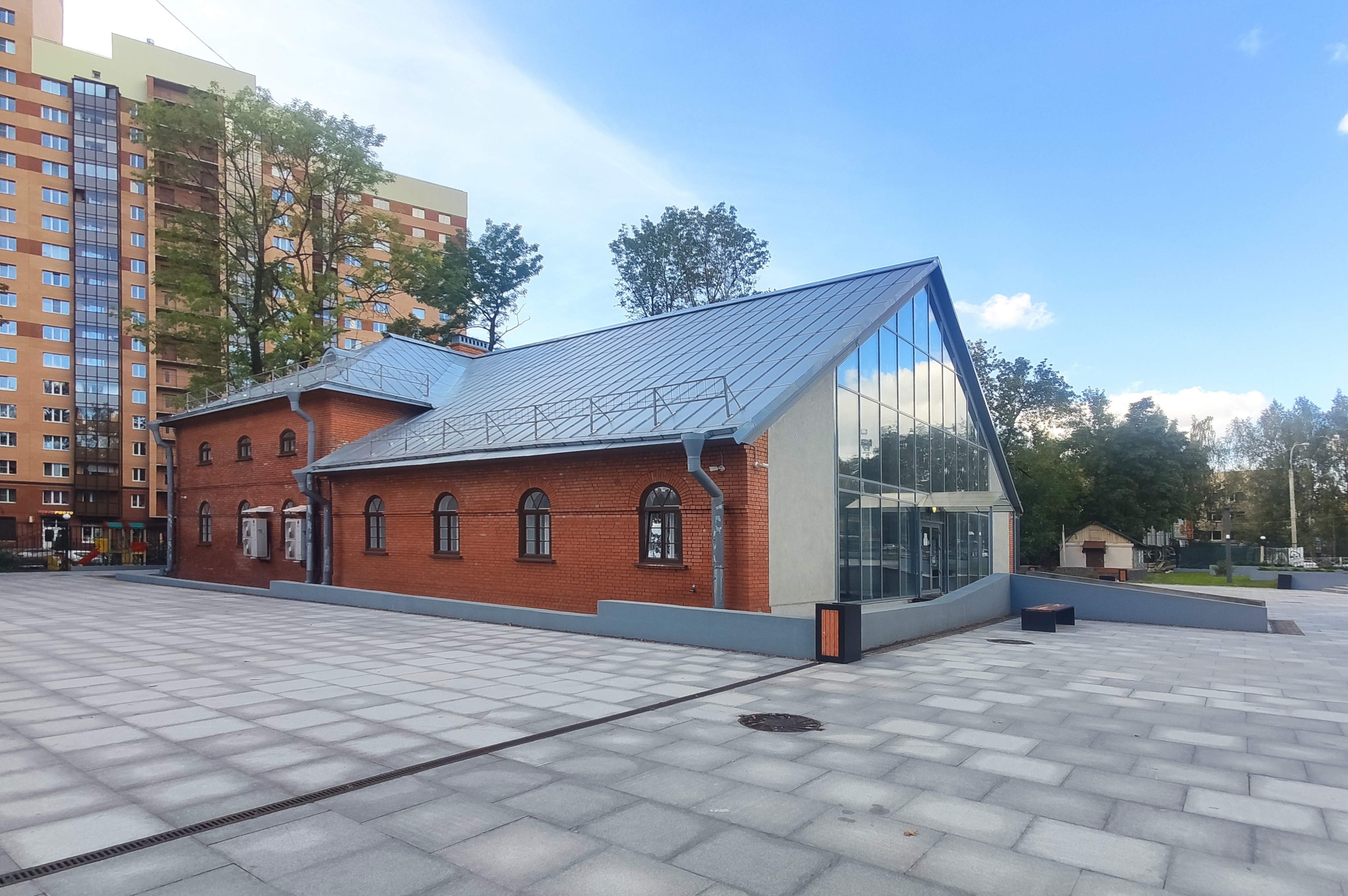
Музей «Дом авиаторов» (Колтушское шоссе, 40)
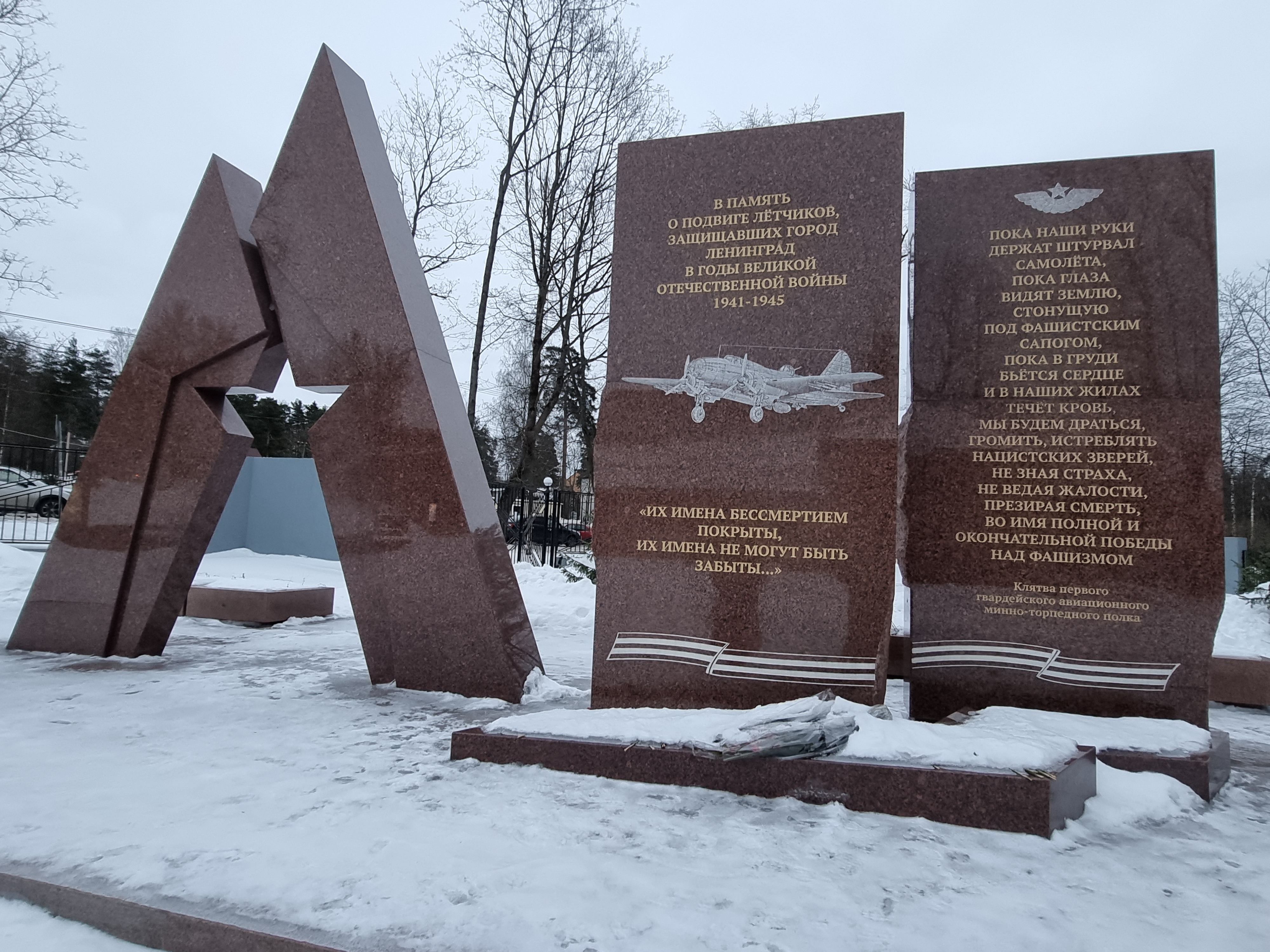
Памятная стела (Колтушское шоссе, 40)
Памятник В. И. Ленину

## Объекты инфраструктуры
- дом № 20 — Всеволожская клиническая межрайонная больница[28]
- дом № 110 — МАУ «Всеволожский Центр культуры и досуга»[29]
- дом № 138 — Администрация муниципального образования «Всеволожский муниципальный район» Ленинградской области[30]
- дом № 214 — Музей кошки[31].
- дом № 305 — Гипермаркет Лента[32].

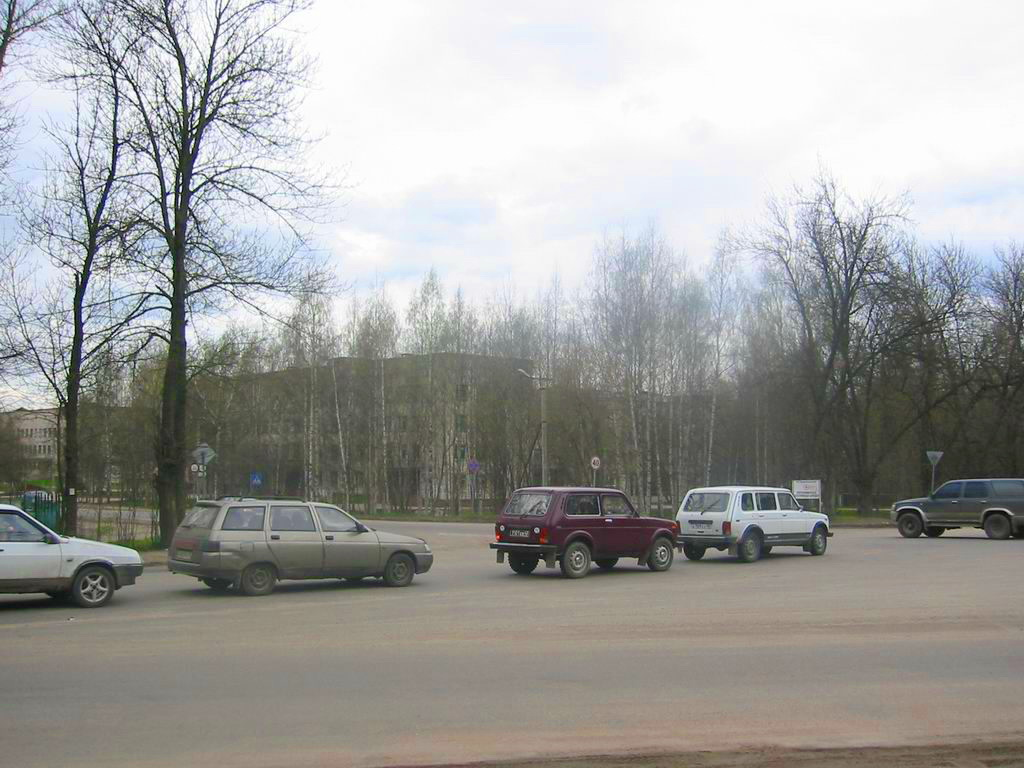
Всеволожская клиническая межрайонная больница
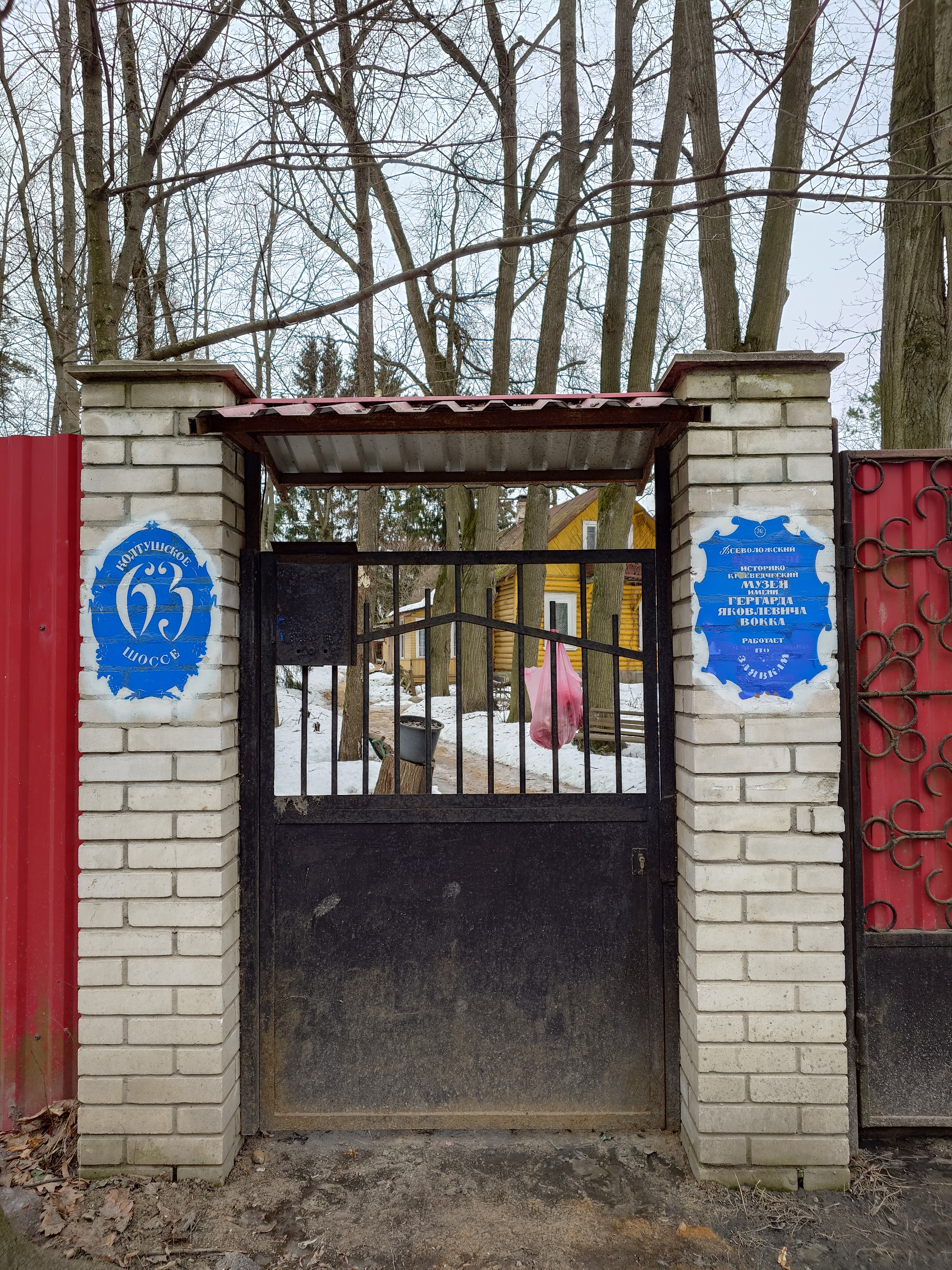
Городской краеведческий музей (Колтушское шоссе, 63)
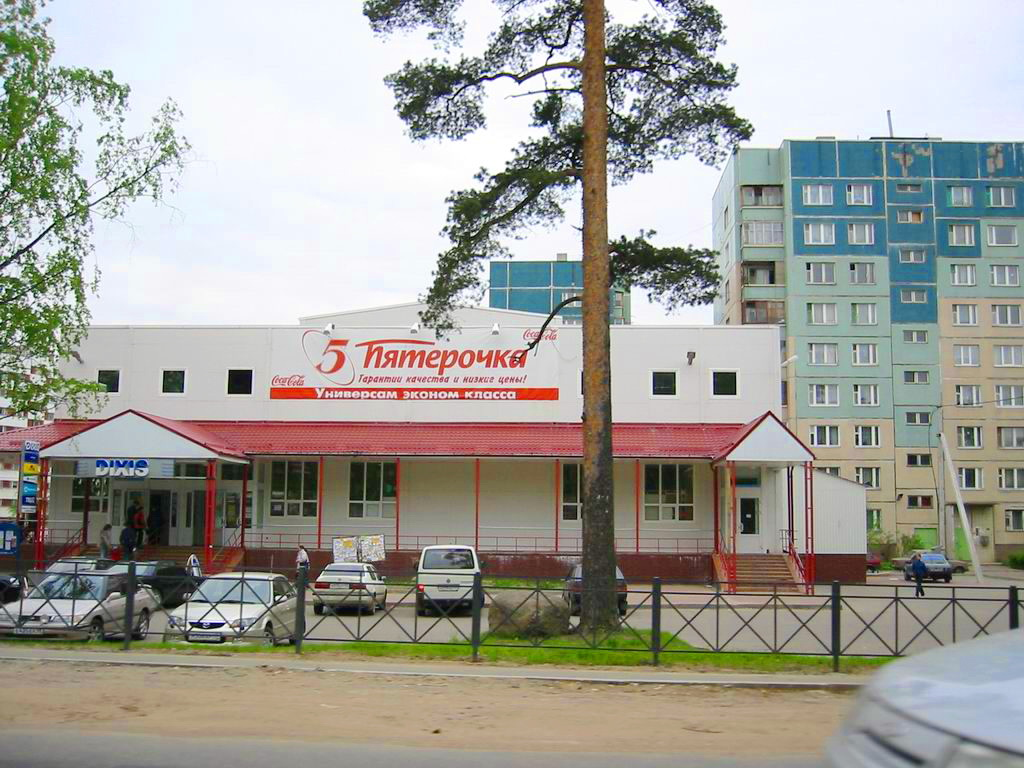
Универсам «Пятёрочка»
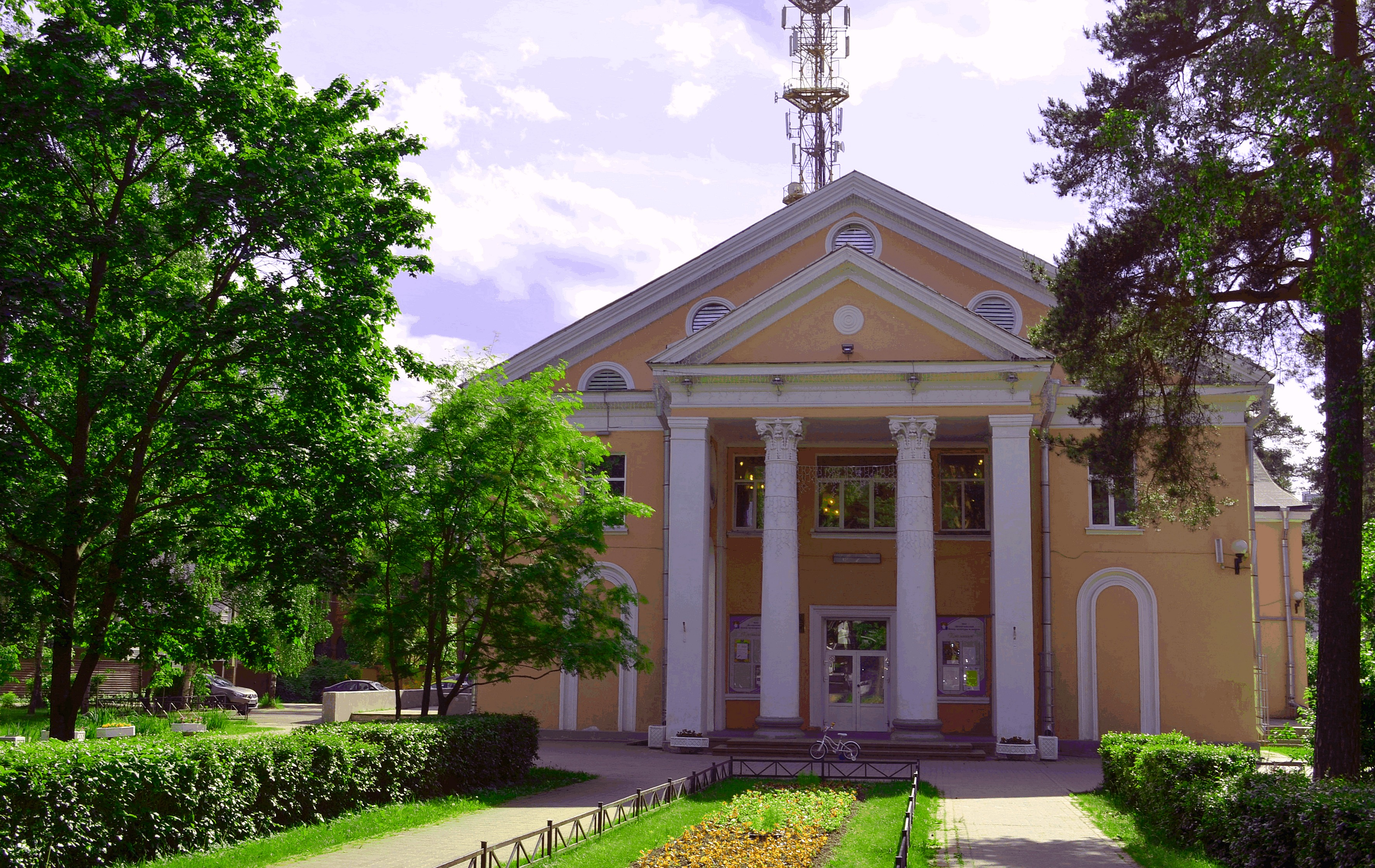
Центр культуры и досуга  (Колтушское шоссе, 110)
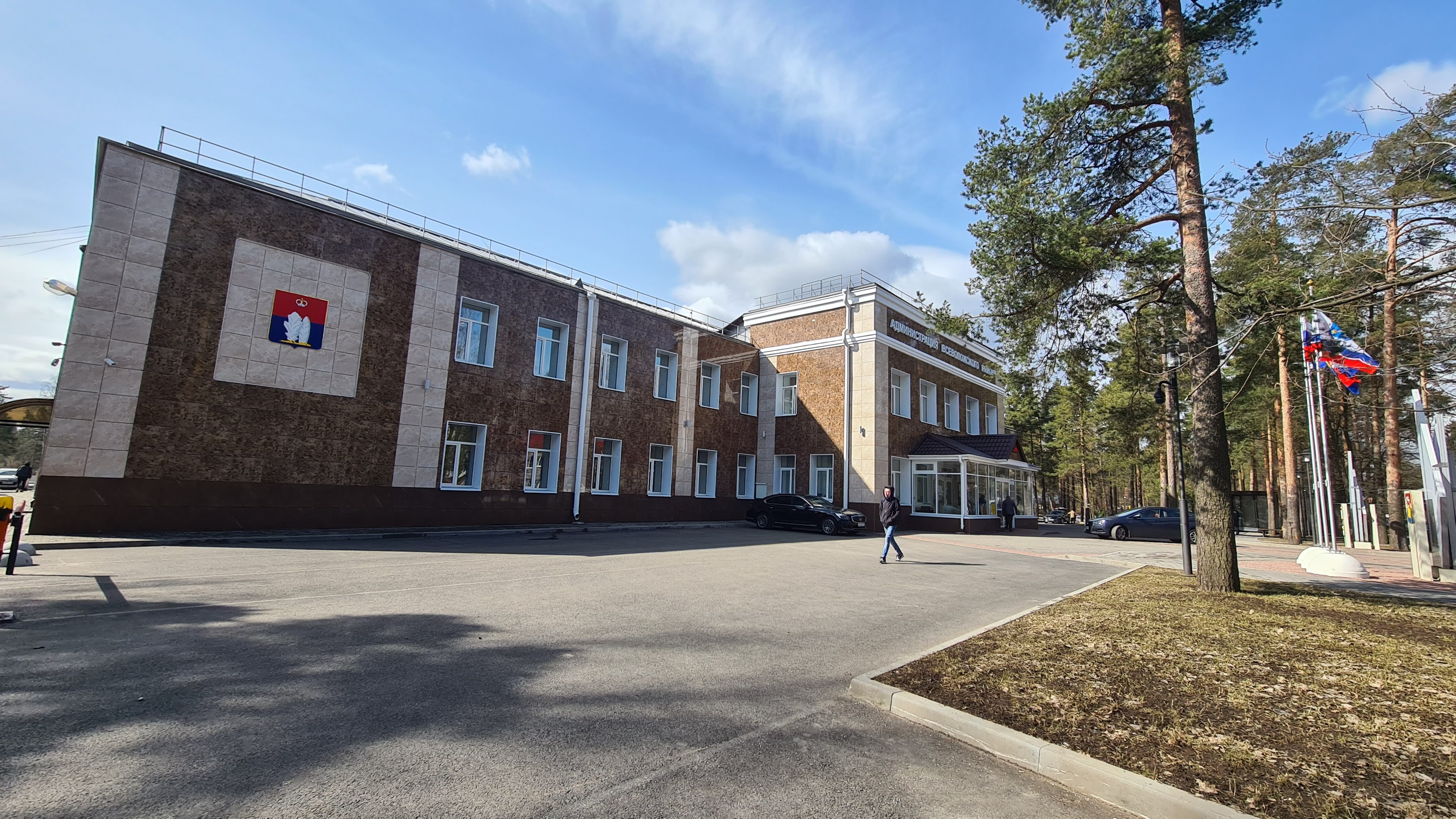
Здание администрации Всеволожского муниципального района (Колтушское шоссе, 138)
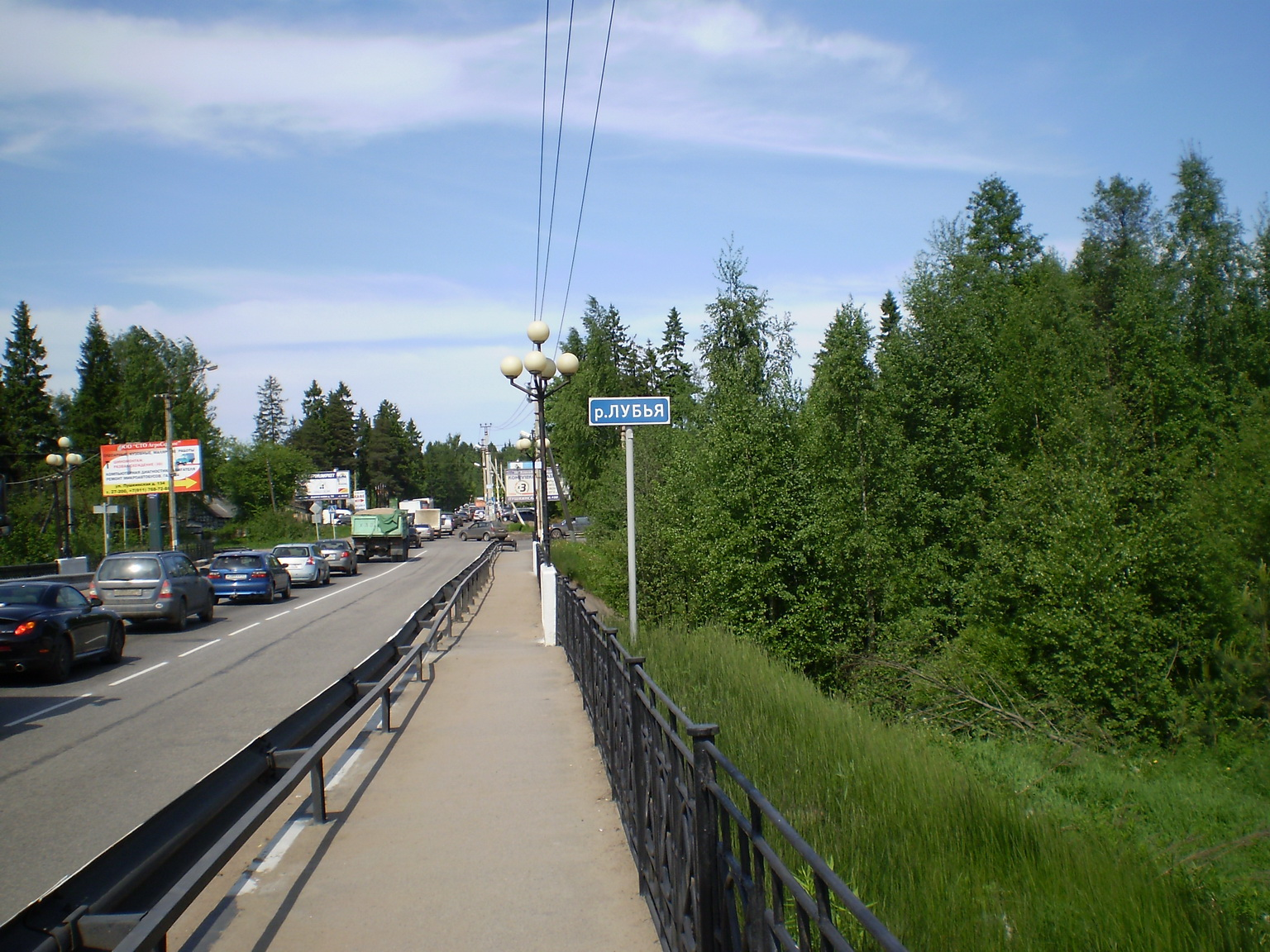
Мост через Лубью
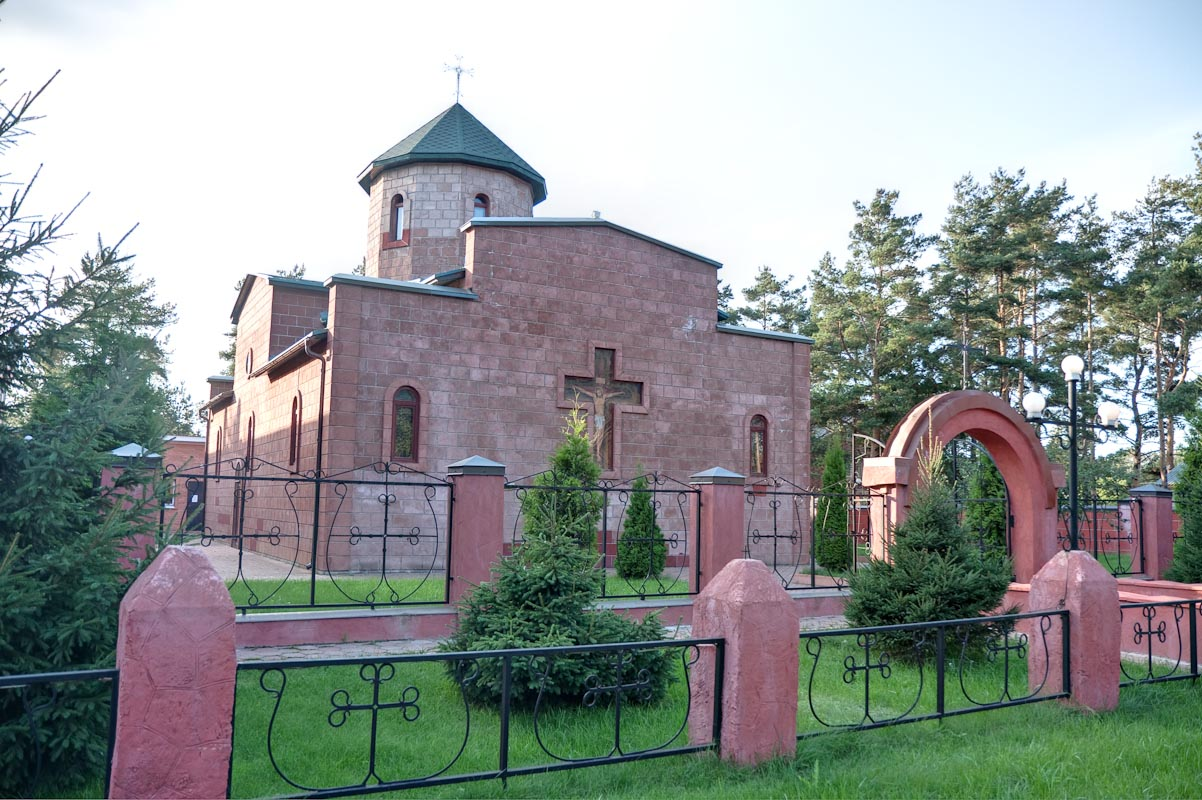
Армянская апостольская церковь святой Богородицы